# Adil Zulfikarpašić
Adil Zulfikarpašić (weitere Namensform: Adil-beg Zulfikarpašić-Čengić; * 23. Dezember 1921 in Foča; † 21. Juli 2008 in Sarajevo) war ein bosnisch-herzegowinischer Politiker (MBO), Philanthrop und Geschäftsmann.

## Familie und Herkunft
Der ursprüngliche Familienname war Zulfikar-Pascha Čengić, im 19./20. Jahrhundert wurde daraus Zulfikarpašić-Čengić, wobei Adil den Namensteil Čengić als junger Mann ablegte.
Der Namensteil „Zulfikar“ leitet sich der Überlieferung nach vom Doppelspitzenschwert Zülfikar von ʿAlī ibn Abī Tālib ab, vierter Kalif und Schwiegersohn des Propheten Mohammed.
Vater: Husein-Beg
Mutter: Zahida, stammt ebenfalls aus dem Haus Čengić.
Der Vater war insgesamt vier Mal verheiratet, aber als Muslim niemals mit zwei Frauen gleichzeitig.
Zum Zeitpunkt der Geburt von Adil Zulfikarpašić war der Vater bereits über 80 Jahre, die Mutter 17 Jahre alt.
Die Geschwister und Halbgeschwister
- Brüder: Alija, Hilmo, die in die Türkei auswanderten und wieder den Namen Akkoyunlu annahmen, und weiters Ibrahim, Hassan, Hivzo, Hamdija und Sabrija
- Schwestern: Arfa, Fatima, Haša, Zumruta, Hasiba, Hajrija, Hamijeta, Fahra und Šefika.

## Karriere
1938 trat Adil Zulfikarpašić in die Kommunistische Partei Jugoslawiens ein. In der ersten Landesregierung der VR Bosnien-Herzegowina nach dem Zweiten Weltkrieg war er Vize-Handelsminister, wandte sich aber bald von der Partei ab und emigrierte 1946. Er lebte in Österreich und studierte Politikwissenschaft und Rechtswissenschaften. Ab Mitte der 1950er Jahre lebte er in Fribourg (Schweiz) und war in verschiedenen politisch liberal ausgerichteten Emigranten-Organisationen aktiv. In den 1960er Jahren gab er die Zeitschrift Bosanski Pogledi (Bosnische Ansichten) heraus. In Zürich, wo er ab 1965 lebte, gründete er 1988 das Bosniaken-Institut (bosnisch Bošnjački Institut), das sich der Erforschung der Kultur der Bosniaken widmet. Beruflich betätigte er sich als Finanzdienstleister; gemeinsam mit seiner Ehefrau Tatjana Zulfikarpašić führte er das Unternehmen Stamaco Finanz- und Handels AG. 1990 kehrte er nach Bosnien zurück und trat in Alija Izetbegovićs Partei SDA ein. Bald gründete er aber mit Muhamed Filipović die Partei Muslimanska bošnjačka organizacija (MBO), die einen im Vergleich zur SDA wesentlich gemäßigteren Nationalismus vertrat. In der Regierung Izetbegović war er kurzzeitig Vizepräsident. Er lebte in Zürich und Sarajevo und baute in Sarajevo eine Zweigstelle des Bosniakischen Instituts auf.